# Stowarzyszenie Gmin i Powiatów Małopolski
Stowarzyszenie Gmin i Powiatów Małopolski – regionalna organizacja samorządowa zrzeszająca jednostki samorządu terytorialnego (gminy i powiaty) z obszaru historycznej Małopolski (teren województw: małopolskiego, podkarpackiego, świętokrzyskiego oraz części śląskiego) oraz Województwo Małopolskie.

## Działalność
Statutowe cele Stowarzyszenia to szeroko zakreślone działania na rzecz upowszechniania idei samorządności oraz rozwoju Małopolski, takie jak m.in. budowa kapitału społecznego na poziomie lokalnym, umacnianie więzi kulturalnych i gospodarczych, ochrona środowiska naturalnego, a także promocja Małopolski w Polsce i za granicą. Stowarzyszenie realizuje swoje cele m.in. poprzez: promocję i udział w inicjatywach kulturalnych, gospodarczych i ekologicznych, działalność informacyjną, wydawniczą, badawczą oraz szkoleniową, a także poprzez współpracę z pokrewnymi organizacjami krajowymi i zagranicznymi.
Stowarzyszenie jest wydawcą czasopisma pt. Wspólnota Małopolska. Pismo Prezydentów, Starostów, Burmistrzów, Wójtów, Radnych oraz ma na swym koncie około 60 publikacji zwartych (podręczników, informatorów, albumów, poradników szkoleniowych wydawnictw pokonferencyjnych), nieodpłatnie upowszechnianych w środowisku samorządowym. Prowadzi portal informacyjny: Nowa Małopolska – Nowa Energia Regionu.
Do 2014 r. Stowarzyszenie było organizatorem i współorganizatorem około 200 konferencji oraz 100 nieodpłatnych szkoleń dla środowiska samorządowców i przedstawicieli społeczności lokalnych. W latach 1999–2012 Stowarzyszenie we współpracy z Federacją Regionalnych Związków Gmin i Powiatów RP prowadziło Małopolskie Regionalne Centrum Informacji Europejskiej, a od 2013 r. współdziała z Regionalnym Ośrodkiem Debaty Międzynarodowej w Krakowie.
Stowarzyszenie realizuje cykliczne plebiscyty (m.in. Najlepsze Przedsięwzięcie Roku w Małopolsce – Lider Małopolski, Małopolanin Roku) oraz akcje charytatywne (m.in. Podarujmy Lato Dzieciom ze Wschodu).
Obecnie członkami organizacji jest ok. 100 jednostek samorządu terytorialnego.
Siedzibą władz Stowarzyszenia jest Kraków. Przewodniczącym jest Kazimierz Barczyk.

## Akcja „Podarujmy Lato Dzieciom ze Wschodu”
Adresatami akcji „Podarujmy Lato Dzieciom ze Wschodu”, organizowanej od roku 2000, są dzieci pochodzące głównie z najuboższych rodzin, w których żywe są polskie tradycje i język, ale także z takich, które po latach procesów asymilacyjnych na Wschodzie chcą nawiązać bliższe kontakty z ojczyzną.
Podstawowym celem Akcji jest zapoznanie dzieci z historią, tradycją i kulturą kraju, ich przodków oraz doskonalenie ich znajomości języka polskiego w praktyce. W tym celu organizowany jest program kulturalno-edukacyjny, który zakłada m.in. wizyty w krakowskich muzeach, zwiedzanie miasta z przewodnikiem, spotkania z krakowską młodzieżą, samorządowcami i parlamentarzystami, wycieczki krajoznawcze oraz warsztaty kulturalne prowadzone przez animatorów kultury. Ponadto organizowane są wyjścia do kina oraz na basen, konkursy z nagrodami i występy artystyczne uczestników. Wszystkie elementy programu realizowane są w języku polskim.
W 2013 r. program Akcji został poszerzony o popularyzację wiedzy o społeczeństwie obywatelskim, by – poprzez upowszechnianie wartości demokratycznych – rozbudzić w młodych Polakach świadomość swojej tożsamości narodowej i kulturowej. Pozwolić ma to im na świadome przeżywanie swej polskości i stanie się ambasadorami Polski w swoich krajach zamieszkania.
Akcji „Podarujmy Lato Dzieciom ze Wschodu” towarzyszy corocznie zbiórka książek dla polskich bibliotek na Wschodzie. W ostatnich trzech latach krakowianie przekazali w ramach Akcji blisko 15 tys. książek.

## Małopolanin Roku
„Małopolanin Roku” jest nagrodą przyznawaną przez Stowarzyszenie Gmin i Powiatów Małopolski od 1995 roku wybitnym osobom wywodzącym się z regionu historycznej Małopolski, działających na rzecz swych lokalnych wspólnot i środowisk: naukowców, samorządowców, przedsiębiorców, a także ludzi kultury i nauki.